# 鈴木八朗
鈴木 八朗（すずき はちろう、1937年2月25日 - 2005年12月29日）は、日本のアートディレクター。

## 略歴
1937年香川県生まれ。 高松市立二番丁小学校、高松市立紫雲中学校、香川県立高松高等学校卒業。1961年マッキャンエリクソン博報堂入社。コカ・コーラの日本上陸キャンペーンに従事。1963年桑沢デザイン研究所卒業。1968年東京芸術大学美術学部インダストリアルデザイン科卒業。同年電通クリエイティブ局入社。電通のアートディレクターとして多数の作品を手がける。17年担当した日本国有鉄道（JNR）の各種キャンペーンでは「エキゾチックジャパン」や「フルムーン」などのキャッチコピーを生み出した。1997年電通退職、八朗ART&AD設立。東京芸術大学美術学部デザイン科非常勤講師（1997年-2004年）、尾道大学デザイン科非常勤講師（2005年）を務めた。
2005年12月29日、クモ膜下出血により急死。
娘に声優の鈴木麗子がいる。

## 活動
- 1970年　XEROXのBeautiful キャンペーンでTokyo Art Directors Club (ADC)のグランプリを獲得。
- 1977年　Japanese Graphic Idea Exhibition '77 のSilver 賞をJNR discover Japan キャンペーンで受賞。
- 1985年　Apple Computer の日本導入キャンペーンで再びTokyo Art Directors Club (ADC)のグランプリを獲得。
- 日本国有鉄道民営化に於いて手がけた告知キャンペーン「Goodby JNR」のポスターが中学美術の教科書に採用される。
- 1998年　長野オリンピック開会式の公式ポスターを制作

※他、ホームページ内参照